# Jeu de famille
Pour plus de détails, voir Fiche technique et Distribution.
Jeu de famille (家族ゲーム, Kazoku gēmu) est un film japonais réalisé par Yoshimitsu Morita, sorti en 1983.

## Fiche technique
- Titre original : 家族ゲーム (Kazoku gēmu?)
- Titre français : Jeu de famille[1]
- Réalisation : Yoshimitsu Morita
- Assistant réalisateur : Shūsuke Kaneko
- Scénario : Yoshimitsu Morita d'après le roman de Yōhei Honma
- Photographie : Yonezō Maeda (ja)
- Décors : Katsumi Nakazawa
- Montage : Akimasa Kawashima
- Son : Osamu Onodera (ja)
- Sociétés de production : Art Theatre Guild, New Century et Nikkatsu
- Pays de production :  Japon
- Langue originale : japonais
- Format : couleurs — 1,37:1 — son mono — 35 mm
- Genre : comédie dramatique
- Durée : 106 minutes[2]
- Date de sortie : 
  - Japon : 4 juin 1983[2]

## Distribution
- Yūsaku Matsuda : Yoshimoto
- Jūzō Itami : Mr Numata
- Saori Yuki : Mme Numata
- Ichirôta Miyakawa (ja) : Shigeyuki
- Jun'ichi Tsujita : Shin'ichi
- Yoko Aki (en) : la petite amie de Yoshimoto
- Jun Togawa (en) : la femme du voisin
- Mayumi Satō : Mieko Yamashita
- Kazuko Shirakawa : la mère de Mieko
- Shūsuke Kaneko : la personne à la librairie

## Distinctions

### Récompenses
- 1983 : prix du nouveau réalisateur de la Directors Guild of Japan pour Yoshimitsu Morita[3]
- 1983 : Hōchi Film Awards du meilleur film pour Yoshimitsu Morita, du meilleur acteur pour Yūsaku Matsuda et du meilleur acteur dans un second rôle pour Jūzō Itami[4],[5]
- 1984 : prix de la révélation de l'année pour Ichirôta Miyakawa aux Japan Academy Prize[6]
- 1984 : prix Blue Ribbons du meilleur réalisateur pour Yoshimitsu Morita[7]
- 1984 : prix Kinema Junpō du meilleur film, du meilleur réalisateur et du meilleur scénario pour Yoshimitsu Morita, du meilleur acteur pour Yūsaku Matsuda et du meilleur acteur dans un second rôle pour Jūzō Itami[8],[9]
- 1984 : prix Mainichi du meilleur scénario pour Yoshimitsu Morita et de la meilleure actrice dans un second rôle pour Saori Yuki[10]
- 1984 : prix du meilleur film, du meilleur réalisateur et du meilleur scénario pour Yoshimitsu Morita, du meilleur acteur pour Yūsaku Matsuda, du meilleur acteur dans un second rôle pour Jūzō Itami, de la meilleure actrice dans un second rôle pour Saori Yuki et de la meilleure image pour Yonezō Maeda (ja) au Festival du film de Yokohama

### Nominations
- 1984 : prix du meilleur film, du meilleur réalisateur et du meilleur scénario pour Yoshimitsu Morita, du meilleur acteur pour Yūsaku Matsuda, du meilleur acteur dans un second rôle pour Jūzō Itami, de la meilleure actrice dans un second rôle pour Saori Yuki et du meilleur son pour Osamu Onodera (ja) aux Japan Academy Prize[6]